# Estação Acesso Norte
A Estação Acesso Norte é uma das estações do Metrô de Salvador, situada em Salvador, Bahia. Localizada no bairro do Cabula, está próxima à Rótula do Abacaxi, ao empreendimento imobiliário Horto Bela Vista, incluindo o Shopping Bela Vista Salvador, ao qual é diretamente conectado por uma passarela. É uma das estações que integram a Linha 1 do sistema e nela se inicia a integração com a Linha 2. Isso porque uma nova estrutura ao lado serve como plataforma da Linha 2, estabelecendo a conexão entre as duas linhas do sistema.
Foi inaugurada em 11 de junho de 2014 juntamente com outras três estações da linha. Sete meses depois assinou-se a ordem de serviço para autorização das obras da Linha 2. Em 11 de janeiro de 2016 foi inaugurado o Terminal de Integração, que conta com linhas de ônibus urbanas e metropolitanas em uma área com cerca de cinco mil metros quadrados, sendo que as duas estações da região são interligadas através de uma passarela que é acessada por rampa, escada fixa e escada rolante.
A estação tem 7 mil metros quadrados de área construída em superfície com integração a um terminal de ônibus urbano e ponto de transferência entre as Linhas 1 e 2 do metrô. Possui duas plataformas laterais de embarque/desembarque. O bicicletário tem capacidade para 108 bicicletas.